# 100-mm-Flak KS-37
Die 100-mm-Flak KS-37 war eine sowjetische Flugabwehrkanone des Kalibers 100 mm. Die sowjetische Bezeichnung lautet 100-мм гладкоствольная зенитная пушка КС-37 und bedeutet 100-mm-Glattrohr-Flugabwehrkanone KS-37. Der Werksindex der Waffe ist KS-37, dabei steht KS für das Herstellerwerk und die Zahl 37 für die laufende Nummer der Entwicklung in diesem Werk. Die Entwicklung der Waffe wurde nach dem Bau von drei Prototypen eingestellt, eine Serienproduktion oder Übernahme in die Bewaffnung der Sowjetarmee erfolgte nicht.

## Entwicklung
Mit der Weisung des Ministerrates der UdSSR № 2366-1127 vom 26. November 1954 wurde das Projekt einer 100-mm-Flugabwehrkanone mit glattem Rohr bestätigt. Von diesem Lösungsansatz erhoffte man sich bessere ballistische Leistungen als bei herkömmlichen 100-mm-Waffen. Entsprechende Leistungen wurden bereits mit der 130-mm-Flugabwehrkanone KS-30 erreicht, jedoch mussten bei dieser Treibladung und Granate aufgrund ihres Gewichtes getrennt geladen werden, was zu Lasten der Feuergeschwindigkeit ging. Außerdem war das Geschütz schwer und relativ unbeweglich. Die neue Waffe sollte unterkalibrige Sprenggranaten mit Leuchtspur verschießen.
Federführend für die Entwicklung war das Werk Nr. 8 in Kaliningrad bei Moskau (heute Koroljow) unter Leitung von Lew Weniamowitsch Ljulew. Die Granaten wurden im wissenschaftlichen Forschungszentrum 24 (НИИ-24) entwickelt. Als Lafette sollte die schon bei der 100-mm-Flugabwehrkanone KS-19 genutzte Lafette verwendet werden. Im Dezember 1955 wurde das im Werk Nr. 8 entwickelte technische Projekt von der Hauptverwaltung Artillerie bestätigt. Insgesamt wurden drei Prototypen hergestellt, der dritte Prototyp wurde auf dem Schießplatz in Pawlograd erprobt.
Am 28. April 1956 meldete das Werk die Einstellung der Entwicklungsarbeiten an die Hauptverwaltung Artillerie, da nach Überzeugung der Entwickler die Waffe grundsätzlich ineffektiv war. Grund war das zu geringe Geschossgewicht. Da es praktisch unmöglich war, ein Luftziel mit einer schweren Flugabwehrkanone direkt zu treffen, detonierten Flakgranaten in Zielnähe und erzeugten dabei eine Splitterwolke. Größe der Splitterwolke sowie Gewicht und Geschwindigkeit der Splitter hingen dabei jedoch vom Geschossgewicht ab. Nach Meinung des Werkes konnte eine Erhöhung der Effektivität nur durch eine Volumen- und Gewichtsvergrößerung der Granaten erreicht werden. Dies führte jedoch auch direkt zu einer Erhöhung des Kalibers.

## Technische Daten
| 100-mm-Fliegerabwehrkanone KS-37 |                                           |
| Allgemeine Eigenschaften         |                                           |
| Klassifikation                   | Fliegerabwehrkanone                       |
| Chefkonstrukteur                 | Lew Weniamowitsch Ljulew                  |
| Bezeichnung des Herstellers      | KS-37                                     |
| Hersteller                       | Sawod Nr. 8 (Werk Nr. 8, russ. Завод № 8) |
| Gewicht in Fahrstellung          | 9.000 kg                                  |
| Baujahre                         | 1955                                      |
| Stückzahl                        | 3                                         |
| Rohr                             |                                           |
| Kaliber                          | 100 mm                                    |
| Höchstschussweite                | 20.000 m                                  |
| Höchstmündungsgeschwindigkeit    | 1.200–1.300 m/s                           |
| Feuerrate                        | 20 Schuss/min                             |
| Beweglichkeit                    |                                           |